# Богдановка (Урицкий район)
Богдановка — деревня в Урицком районе Орловской области России.
Входит в состав Богдановского сельского поселения.

## География
Расположена на берегу реки Цон. Наиболее близкие населённые пункты — Ужаринка и административный центр поселения Гагаринский.
Имеются четыре улицы — Заречная, Цветочная, Дачная и Ужаринская.

## Население
| 2002 | 2010 |
| ---- | ---- |
| 577  | ↘153 |